# Dvizjenije vverkh
Dvizjenije vverkh (russisk: Движение вверх) er en russisk spillefilm fra 2017 af Anton Megerditjev.

## Medvirkende
- Vladimir Masjkov som Vladimir Garanzjin
- Viktorija Tolstoganova som Jevgenija Garanzjina
- Nikita Jakovlev som Sjurka
- Andrej Smoljakov som Grigorij Moisejev
- Sergej Garmasj som Sergej Pavlov